# Grävaggregat

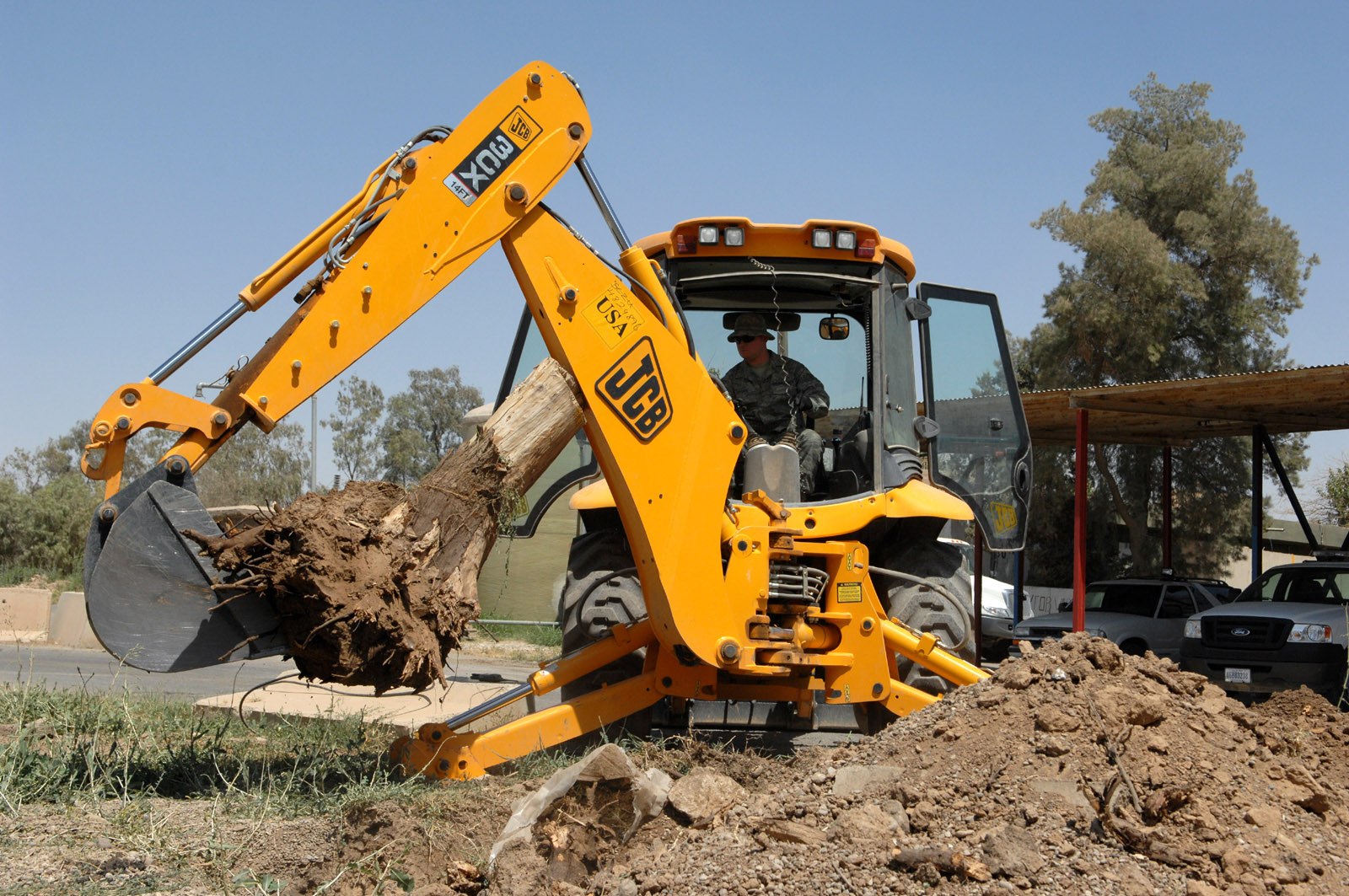
Grävaggregat monterat på en traktor som drar upp en trädrot. Markstabiliserare förhindrar traktorn från att välta när armen är utfälld.

Ett grävaggregat är en typ av grävutrustning, som består av en grävskopa på änden av en tvådelad ledad arm. Grävaggregatet är vanligtvis monterat på baksidan av en traktor, och bildar då en traktorgrävare.

## Beskrivning
Den sektion av armen som är närmast fordonet kallas för bommen, medan armen som skopan är monterad på kallas dipper (eller dipper-sticka). Bommen är vanligtvis fäst på fordonet med hjälp av en led som gör att armen kan svänga åt vänster och höger, vanligtvis totalt 180 till 200 grader.